# Anse aux Pins

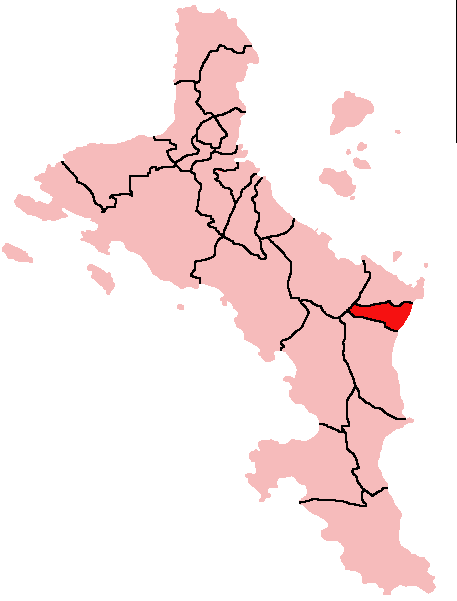
Distriktets läge.

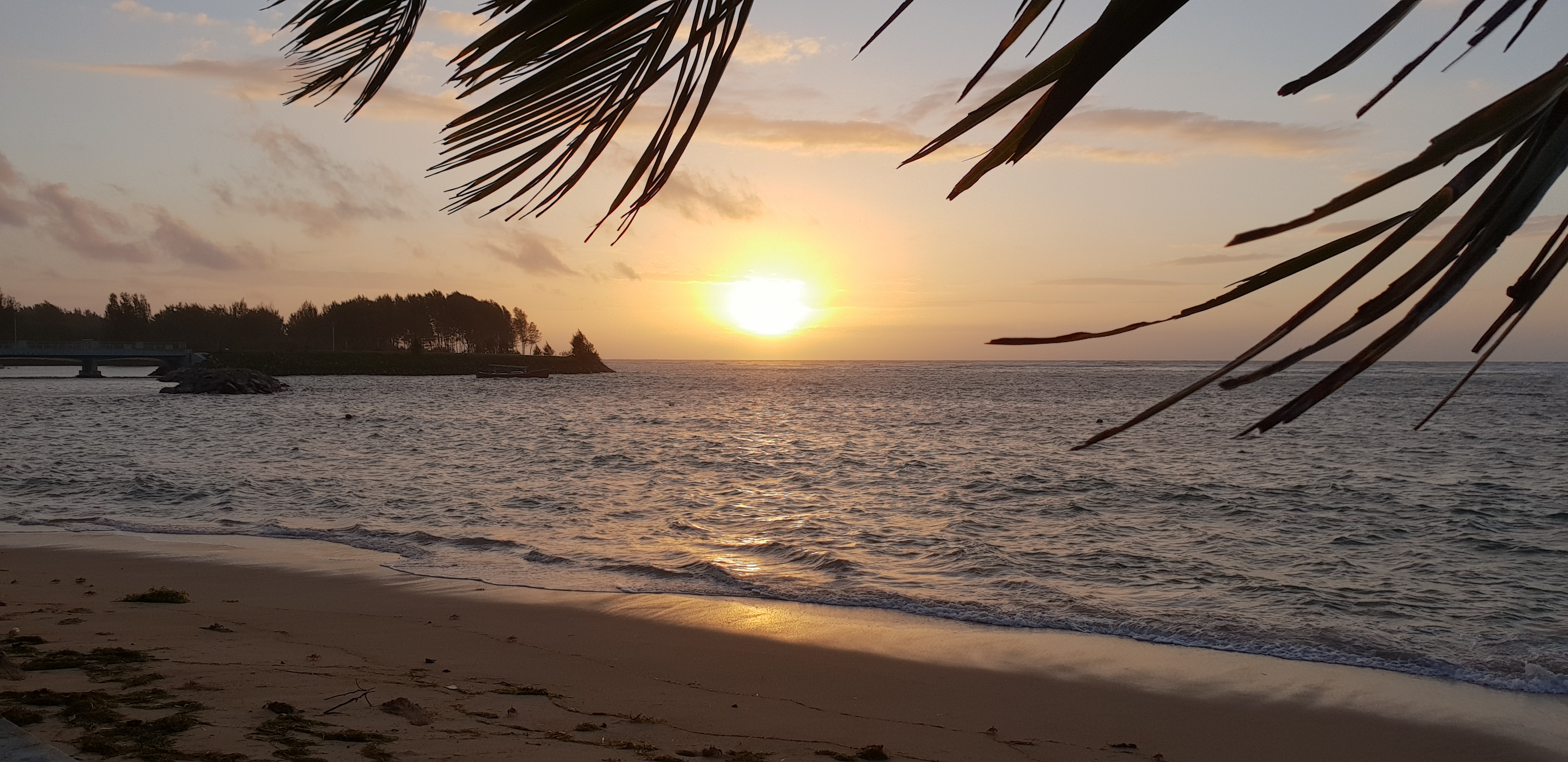
Strandlandskap på Anse-aux-Pins

Distriktet Anse aux Pins är ett av Seychellernas 26  distrikt.

## Geografi
Distriktet har en yta på cirka 1,9 km² med cirka 3 500 invånare. Befolkningstätheten är 1 580 invånare / km².
Anse aux Pins ligger i regionen Östra Mahé (East Mahé).

## Utbildning
I Anse aux Pins finns Anse aux Pins Primary School.

## Förvaltning
Distriktet förvaltas av en district administrator och ISO 3166-2koden är "SC-01". Huvudorten är Anse Aux Pins.
Sedan 1994 lyder varje distrikt under "Local Government" som är en enhet av departementet Ministry of Local Government, Youth and Sport. Distriktens roll är att främja tillgång av offentliga tjänster på lokal nivå.
Distriktets valspråk är: "Fighting For Excellence" (Kämpa för förträfflighet).